# Kastell Gerulata

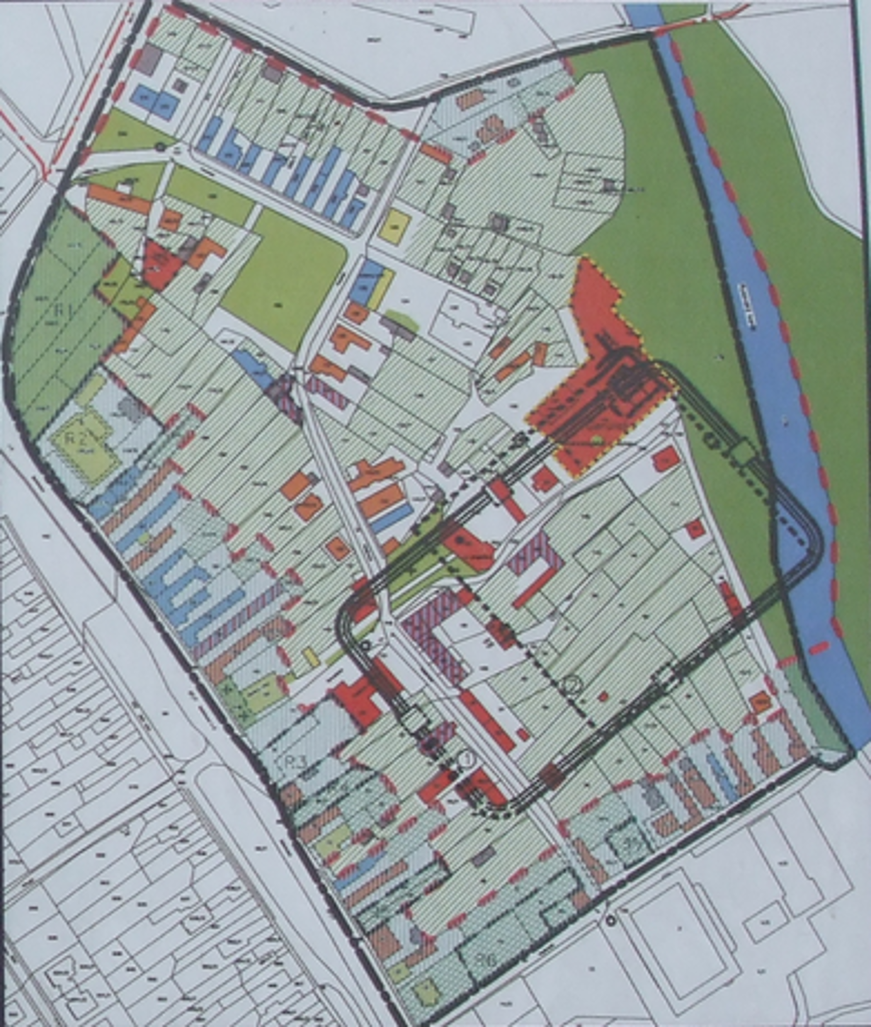
Lageskizze der Kastelle in Rusovce/Bergl

Das Kastell Gerulata war Bestandteil der Festungskette am Limes Pannonicus auf dem Gebiet der heutigen Slowakei. Seine Überreste befinden sich in Rusovce, einem Stadtteil der slowakischen Hauptstadt Bratislava. Das Reiterlager war vermutlich vom 1. bis ins 4. Jahrhundert n. Chr. durchgehend mit römischen Truppen belegt. Die baulichen Überreste sind seit 2021 Bestandteil des zum UNESCO-Weltkulturerbe erhobenen Donaulimes.
Neben dem am linken Donauufer gelegenen Iža (Kastell Iža-Leányvár) ist Gerulata das bisher einzige bekannte Limeskastell auf dem Gebiet der Slowakei. Ein Ausstellungsgebäude des Städtischen Museums Bratislava befindet sich direkt beim einstigen Lagerstandort.

## Name
Gerulata wird im Itinerarium Antonini unter diesem Namen genannt, auf der Tabula Peutingeriana als Gerulatis. In der Notitia dignitatum, in der Truppenliste des Dux Pannoniae Primae et Norici Ripensis, wird es unter dem Namen Gerolate erwähnt.

## Lage
Rusovce zählt heute zu den drei Stadtbezirken im Süden von Bratislava. Das Kastellareal befindet sich auf einer leicht profilierten, rechtwinkeligen Schwemmterrasse (Höhe 130 bis 136 Meter) am Donauufer, in unmittelbarer Nähe des sogenannten Rusovce-Arms (Rusovské rameno), einem ehemaligen Seitenarm der Donau. Die Entfernung zum Hauptstrom der Donau beträgt etwa 1,3 Kilometer.
Die Donau passiert an der slowakischen Grenze die Engstelle der Thebener Pforte zwischen den Kleinen Karpaten und den Hundsheimer Bergen, dabei verlangsamt sie ihren Lauf. Dies führt zu großflächigen Schotterablagerungen, die den Strom dazu zwingen, sich in mehrere Arme zu teilen. Weiters mündet hier auch die March in die Donau. Hinter Bratislava befinden sich zwei große Flussinseln (Süden: Kleine Schütt, ungarisch Szigetköz, slowakisch Malý Žitný ostrov; Norden: Große Schütt, ungarisch Csallóköz, slowakisch (Veľký) Žitný ostrov). Die Kleine Schüttinsel stand in der Antike vermutlich teilweise unter römischer Kontrolle, die Große Schüttinsel war durch germanische Quadenstämme besiedelt. Die hydrographischen Verhältnisse spielten bei der Verteilung der römischen Kastelle eine große Rolle. Das linke Donauufer wurde regelmäßig überschwemmt, was eine Direktverbindung zwischen Carnuntum und Bratislava-Devin unmöglich machte.
Wegen dieser Gegebenheiten verlief die Limesstraße auch nicht entlang des Donauufers. Folgte man der Limesstraße ab Carnuntum Richtung Osten, teilte sie sich alsbald in zwei Stränge. Eine Abzweigung führte entlang der Hundsheimer Berge nach etwa 23 Kilometern zum Kastell Ad Flexum (Mosonmagyaróvár), über den weiter nördlich verlaufenden Strang erreichte man nach ca. 20 Kilometern schließlich Gerulata. Über die Limeshaupt- und Nebenstraßen östlich von Carnuntum weiß man nicht mehr als das, was schon Maximilian von Groller-Mildensee um 1900 festgestellt hat. Seiner Ansicht nach müssen noch weitere Abzweigungen existiert haben. Die Kette der durch diese Limesstraße verbundenen römischen Grenzanlagen lag fast ausnahmslos auf der rechten Seite des Hauptstroms. In der Region um die Große Schüttinsel zwischen Ungarn und der Slowakei wandte sich die Grenze des Römischen Reiches wegen des sumpfigen Geländes etwas weiter nach Süden zum Mosoner Donauarm hin ab. Der größte Teil der heutigen Slowakei blieb deswegen jenseits der Grenzen des Römischen Reiches. Zur Provinz Pannonia superior gehörte nur ein sehr kleiner Abschnitt am rechten Donauufer.

## Funktion
Die besondere Bedeutung des Gebietes um das Preßburger Tor lag vor allem in seiner Funktion als Kreuzungspunkt transkontinentaler Straßen mit der Bernsteinstraße. Seine militärische Okkupation hatte – neben der Grenzüberwachung – daher wohl vor allem wirtschaftliche Gründe. In der Region gab es nur zwei – seit der Bronzezeit benutzte – Donauübergänge, und zwar bei Hainburg und bei Rusovce. Die Furt bei Rusovce war dabei von besonderer Wichtigkeit, da sie auch eine Verbindung mit den Kastellen im Barbaricum ermöglichte. Die Besatzung überwachte wohl die Mündung der March, die Limesstraße von Brigetio nach Carnuntum sowie den Donauübergang, dieser ist aber – genau wie der Hafen des Kastells – archäologisch noch nicht nachgewiesen worden. Weiters deckte Gerulata die Ostflanke von Carnuntum (im Westen sorgten dafür das Kastell von Schwechat und möglicherweise auch eines bei Fischamend). Durch den etwa 480 Meter hohen Hundsheimer Berg war kein direkter Sichtkontakt zwischen den Lagern möglich. So wurden beide Flügel des Legionsstandortes und Verwaltungsmittelpunktes Oberpannoniens durch Reitereinheiten abgesichert. Das unwegsame, von weiten Sümpfen durchzogene Gebiet östlich der Großen Schüttinsel erforderte wohl keine gesonderte Überwachung durch die Grenztruppen. Zwischen den dicht bewaldeten Osthängen der Kleinen Karpaten und der Großen Schüttinsel öffnete sich nur ein Durchgang, der sich in Richtung Donau wie ein Trichter verengt (heute Stadtzentrum Bratislava). Gerade diese Region gegen Südosten hin zu sperren dürfte die Hauptaufgabe der Besatzung gewesen sein. Die Bedeutung dieses Transitkorridors bezeugen auch zahlreiche germanische Funde aus Bratislava.

## Entwicklung
Schon in der Latènezeit (Stufe Latène C) existierte im Raum Bratislava ein keltisches Oppidum. Gleichzeitig hielten die Kelten den Burgberg von Devin und den Braunsberg bei Hainburg besetzt. Als die Römer im 1. Jahrhundert n. Chr. zur Donau vordrangen, wurde die Region um Bratislava als erstes von ihnen besetzt. Im Zuge dessen wurde die Festungslinie Carnuntum – Ad Flexum ausgebaut. Die frühesten Militäranlagen an der oberpannonischen Grenze wurden bereits unter Claudius (41–54 n. Chr.) errichtet, mit dem großangelegten Aufbau der Lager begann man aber erst unter Domitian (81–96 n. Chr.). Damals gründeten die Römer südöstlich von Carnuntum, nach den Funden zu schließen, wohl auch das Lager von Gerulata, vermutlich das erste Hilfstruppenlager östlich des Legionslagers. Am Glacis des Limes wurden im 2. Jahrhundert n. Chr. zusätzlich zwei Militärstützpunkte in Bratislava-Devin und Bratislava-Altstadt gegründet. Das erste Holz-Erde-Lager wurde wahrscheinlich im Zuge von notwendig gewordenen Umbauarbeiten nach Ankunft der Ala I Cannanefatium planmäßig niedergebrannt und – zunächst wiederum in Holz-Erde-Technik – neu errichtet, archäologisch jedoch noch nicht eindeutig nachgewiesen. In antoninischer Zeit (138–161 n. Chr.) wurde das Lager in Stein umgebaut. Nach den Keramikfunden zu urteilen (sekundär gebrannte Terra-Sigillata-Scherben), dürfte Gerulata auch nicht von den Wirren der Markomannenkriege verschont, sondern dabei zerstört worden sein. Andere ähnliche Anlagen in Stupava, Bratislava-Dúbravka, Cífer-Pác, Veľký Kýr (früher Milanovce) und ebenfalls in Bratislava-Devín stammen aus der Zeit vom 2. bis zum späten 4. Jahrhundert n. Chr.
Ab der Regierungszeit des Aurelian (270–275 n. Chr.) oder – wahrscheinlicher – den diokletianischen und konstantinischen Militärreformen erfolgte der Umbau in eine Befestigungsanlage nach spätantikem Standard (Anbau von Hufeisen- und Fächertürmen?); die Kastellfläche wurde dabei erheblich verkleinert. Vermutlich anlässlich der letzten großangelegten Grenzsicherungsmaßnahmen durch Valentinian I. (364–375 n. Chr.) zog sich die offensichtlich schon stark reduzierte Besatzung in ein sogenanntes „Restkastell“ (burgus) zurück und überließ – wie auch bei einigen anderen Kastellen am norischen und am pannonischen Limes beobachtet werden konnte (zum Beispiel Cannabiaca, Kastell Wallsee, Kastell Arrabona) – der Zivilbevölkerung das übrige ummauerte Areal, das damit seine militärische Funktion verlor und sich in ein ziviles oppidum verwandelte. Spätestens mit der Abtretung von Pannonien an die Hunnen um 433 n. Chr. wurde auch Gerulata von seinen romanischen Bewohnern aufgegeben und verlassen.

## Forschungsgeschichte

### Frühe Beobachtungen
Im Jahre 1737 erwähnten die beiden donauabwärts reisenden Engländer Richard Pococke und Jeremiah Milles in ihren Aufzeichnungen alte Mauerreste in Rusovce.
Die ersten archäologischen Ausgrabungen wurden von 1889 bis 1891 durch den Geschäftsführer der historisch-archäologischen Gesellschaft des Mosongaues und Kustos des Museums in Mosonmagyaróvár, Ágoston Sőtér (1837–1905), durchgeführt. Hierbei wurden auch die Reste des Burgus entdeckt. Im Hof von Haus Nr. 196 konnte eine römerzeitliche Gruft untersucht werden, die aus Ziegeln erbaut war, von denen einige auch Stempelungen aufwiesen. Bei Suchschnitten stieß Sőtér auf weitere Gräber, weiterhin konnten im selben Jahr noch Skelettgräber und ein Steingrab aufgedeckt werden.

### 20. Jahrhundert
Im Jahre 1930 soll im Garten des Schulgebäudes ein Sarkophag ausgegraben worden sein, Näheres ist darüber aber nicht bekannt. Die archäologischen Grabungen von 1932 bis 1933 leitete András Graf. Anfang der 1940er Jahre unternahm Aladár Radnóti (1913–1972) vom Nationalmuseum in Budapest auch erstmals den Versuch, die Lagerfläche genau zu bestimmen. Er konnte sich hierbei jedoch nur auf Lesefunde, die Topographie des Geländes und auf eine – in einem Keller entdeckte – römerzeitliche Mauer stützen.
Im Jahre 1947 arbeitete der Numismatiker und Historiker Vojtěch Ondrouch (1891–1963) den ersten komplexen Plan zur römerzeitlichen Besiedlung von Rusovce anhand von Funden aus, die bei landwirtschaftlichen Arbeiten und bei Bauarbeiten gemacht wurden. 1949 entdeckten Ausgräber des Slowakischen Museums beim örtlichen Friedhof das Grab eines Kindes, das auch Beigaben enthielt.
In den 1960er Jahren wurden bei Erdarbeiten in der Flur Bergl die Pfeiler eines spätrömischen Bauwerkes aufgedeckt. Daraufhin begann die Archäologin Łudmila Kraskovská (1904–1999) wieder mit größeren archäologischen Untersuchungen. Im Jahre 1965 wurden diese vom archäologischen Institut der Slowakischen Akademie der Wissenschaften unter Ján Dekan weitergeführt und dauerten bis 1972 an.
Zeitgleich hatten Łudmila Kraskovská und Magda Pichlerová auch das römische Gräberfeld untersucht. 1976 wurden die Grabungen unter der Leitung von Ladislav Snopko, Viktor Ferus und Jana Geržová vom Städtischen Denkmalamt fortgeführt. In Verbindung mit archäologischen Ausgrabungen in der St. Veit-Kirche erforschte der Mittelalterarchäologe Michal Slivka (* 1948) auch eine römische Begräbnisstätte.
Ab 1990 begann in Rusovce, nach Aufhebung der Bausperre einer Denkmalzone auf der Hauptstraße, ein verstärkter Bau von Einfamilienhäusern und die Modernisierung der Infrastruktur. An den dadurch erforderlichen Rettungsgrabungen beteiligten sich mehrere Institutionen (Archäologisches Museum des Slowakischen Nationalmuseums, Juraj Halagan, das Stadtmuseum in Bratislava, Jaroslava Schmidtová, das Archäologische Institut der Slowakischen Akademie der Wissenschaft in Nitra, Vladimir Varsik, und die Comenius-Universität Bratislava, Eduard Krekovič). Die systematische Überwachung und Dokumentation dieser Bauarbeiten erbrachte eine Fülle von neuen Funden und Informationen, die eine Neubewertung der bisherigen Ansichten zur Besiedlungsgeschichte des Kastells und des Vicus von Gerulata erforderlich machten.
Bei den Konservierungsmaßnahmen der Burgusmauern wurden im Mauerwerk einige Spolien von Grabsteinen und Altären entdeckt. Darunter befand sich ein Relief mit der Darstellung von Dädalus und Ikarus, deren mehrfarbige Bemalung noch gut erhalten war. Die Inschriften berichten auch von der Existenz eines Jupiter-Dolichenus-Tempels in der Nähe des Kastells.

### 21. Jahrhundert
In den Jahren 2006 bis 2007 fanden im Rahmen der Erneuerung des Denkmales, direkt im Areal des Museums, Bodensondierungen statt. In jüngster Vergangenheit wurden archäologische Ausgrabungen in Rusovce vom Stadtmuseum Bratislava (Jaroslava Schmidtová) und vom Slowakischen Nationalmuseum (Igor Bazovský) durchgeführt.

## Kastell
Oberirdisch sind vom Kastell, mit Ausnahme des spätantiken Burgus, keine sichtbaren Reste mehr erhalten, da es größtenteils neuzeitlich überbaut ist.

### Holz-Erde-Periode
Das Lager I (ältere Holz-Erde-Phase) befand sich auf dem Westufer des heutigen Rusovcer Kanals, im Nordosten der Gemeinde Rusovce, auf einer Terrasse mit einem über drei Meter tiefen Abhang über dem Flussbett der Donau. Die Fläche des frühen Holz-Erde-Kastells wurde hauptsächlich anhand der Gräberfelder und des Verlaufes seiner doppelten Spitzgrabenanlage bestimmt (Abstand: fünf Meter, Tiefe: 1,3 und 1,8 Meter). Der nordwestliche Grabenverlauf konnte am Bergl untersucht werden. Sein südwestlicher Abschnitt war 27 Meter lang, die Südecke konnte in der Madarska Straße lokalisiert werden. Die Nordseite und die Ostecke wurde von der Donau abgetragen. Ansonsten waren nur einzelne, durch die moderne Überbauung in ihrer Fläche sehr beschränkte Sondierungen möglich. Aus den in den Gräben vorgefundenen Keramikscherben (zum Beispiel norditalische und südgallische Sigillaten sowie eine Lampe vom Typ Loeschke IXc) schließt man, dass das Lager zur Zeit Domitians errichtet wurde. Diese Gräben wurden nach Aussage der slowakischen Archäologin Klára Kuzmová unter der Herrschaft des Antoninus Pius wieder zugeschüttet. Vom genauen Ausmaß des ersten Holz-Erde-Lagers hat man bis dato noch keine Kenntnis. Die maximale Breite des Lagers wird auf etwa 113 Meter geschätzt.

### Kaserne

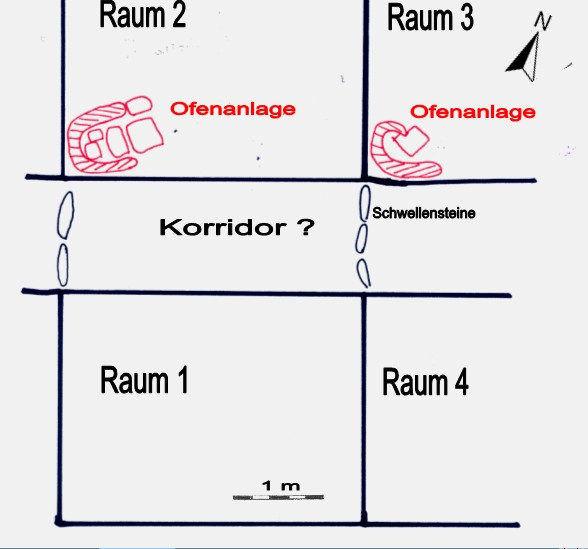
Grabungsskizze der Kasernenräume mit Ofenanlagen

Von der Innenbebauung konnte nur ein Teil eines Kasernengebäudes aus domitianischer oder trajanischer Zeit in der Gerulatska-Straße Nr. 65 beobachtet werden. Seine Wände bestanden aus einer hölzernen Fachwerkkonstruktion mit Lehmbewurf, die mit Mörtel verputzt und mit Kalk gestrichen worden war. Es konnten insgesamt vier Räume in zwei parallelen Reihen und zwei kleinere Ofenanlagen nachgewiesen werden. Sie waren in der Vertikale am Lauf des Rusovcer Kanal orientiert. Ob es östlich oder westlich noch weitere Räume gab, konnte nicht festgestellt werden. Die Kasernenbaracke fiel, wie anhand einer eingeebneten Brandschicht beobachtet werden konnte, einem Feuer zum Opfer.
Raum 1 maß 3,10 bis 3,12 Meter in der Breite und 2,20 bis 2,70 Meter in der Länge. Der Verputz war noch bis in eine Höhe von zehn Zentimeter erhalten, in der Nordostecke sogar bis zu 40 Zentimeter. Der hellgraue Kalkverputz (Mischungsverhältnis 5:1, Kalk und Sand) war stellenweise in drei übereinanderliegenden Schichten aufgetragen worden. Dieser Verputz konnte aber seltsamerweise nur an der Innenseite der Wand festgestellt werden. Der Fußboden dieses Raumes bestand nur aus festgestampfter Erde. Zwischen den Räumen 1 und 2 befand sich auch ein etwa 0,60 bis 0,80 Meter breiter Gang in dem Bruchsteine als Türschwellen verlegt worden waren. Die Wand zwischen den Räumen 1 und 4 war 25 Zentimeter breit.
Raum 2 maß 3,02–3,10 × 3,60 Meter. Der Verputz war noch bis zu 15 Zentimeter hoch erhalten. Die Wand zu Raum 3 war 14 Zentimeter breit. Neben diversen Pfostenlöchern für nachträgliche Abstützungsmaßnahmen fielen an der Südwand von Raum 2 vor allem die Abdrücke der hölzernen Fachwerkkonstruktion auf. Als tragende Elemente wurden vierkantige Balken, zwischen denen eineinhalb bis zwei Zentimeter dicke Ruten (wahrscheinlich Tannenholz) eingeflochten waren, verwendet. In diesem Raum war auch der Fußboden sorgfältiger ausgeführt worden. Er bestand aus einer Kieslage, auf der eine Kalkmörtelschicht mit zugemischten Ziegelstaub aufgegossen worden war (Opus signinum).
Eine hervorragend erhaltene Ofenanlage (ovaler Grundriss, 20 Zentimeter tief, Öffnung: Durchmesser 40 cm, Fläche: 62 × 52 Zentimeter) fand sich an der Westwand von Raum 2. Sie war mindestens einmal umgebaut worden. Die Reste von Ofen I wurden teilweise für die Sohlenpflasterung von Ofen II wiederverwendet. Die vier bis fünf Zentimeter dicken Wände bestanden aus Lehm (Beimischung Kalkstein, Quarz, Harz und Glimmer) und wiesen eine ziegelähnliche Färbung auf. Sein Corpus war noch bis in eine Höhe von 30 Zentimeter erhalten. Vor seiner Feuerungsöffnung war der Boden mit Ziegelplatten und Bruchstücken von Ofen I gepflastert (Feld 52 × 3 Zentimeter). Wahrscheinlich war er (bis auf den Kamin) mit denen von Kastell Heidenheim vergleichbar.
Von Raum 3 konnte bei den Grabungen nur ein kleiner Abschnitt erfasst werden. Auch dort fand sich eine fast baugleiche Ofenanlage, die an der Scheidewand zu Raum 2 situiert war. Sie war allerdings nicht mehr so gut erhalten und maß 52 × 35 Zentimeter. Von ihrer Pflasterung konnte nur mehr eine Ziegelplatte geborgen werden. Vom Innenverputz von Raum 3 fanden sich keine Spuren mehr. Der Fußboden bestand wie in Raum 1 aus gestampfter Erde.
Raum 4 konnte nur an seiner Nordwestecke erfasst werden. Ähnliche Räume fanden sich auch im Gebäude 3 von Kastell Oberstimm, sie wurden als Unterkünfte von Handwerkern und Sanitätssoldaten (capsuari) angesprochen.
Zusammenfassend kann gesagt werden, dass für den Befund dieses Gebäudes zwei Möglichkeiten in Betracht kommen: Es handelt sich entweder um zwei separate Gebäude mit zueinander stehenden Rückwänden oder um ein Gebäude, dessen Räume durch einen Mittelkorridor getrennt sind. Laut Vladimir Varsik spricht die Tatsache, dass die Wände offensichtlich nur innen verputzt waren, für die letztere Variante.

### Steinperiode I
Insgesamt konnten drei Bauphasen festgestellt werden. Aufgrund der Verschüttung der Holz-Erde-Gräben wird die Entstehungszeit des ersten Steinlagers in die Zeit des Antoninus Pius (138–161) taxiert. Wahrscheinlich wurde das Steinlager I auch noch einmal umgebaut. 1991 wurde ein Teil seiner südlichen – etwa ein Meter breiten – Wehrmauer am Ufer des Rusovce Kanals freigelegt. An ihrer Innenseite konnte auch ein Erdwall festgestellt werden. Nach den Keramikfunden (Terra Sigillata aus Rheinzabern) zu urteilen, wurde sie ebenfalls in antoninischer Zeit errichtet. In Richtung Rusovcer Kanal waren jedoch keine weiteren Fundamentspuren mehr festzustellen. Die nordöstliche Lagerfläche scheint also tatsächlich von der Donau abgeschwemmt worden zu sein (siehe auch weiter oben). Die Nordecke konnte erst in jüngerer Zeit auf dem Bergl nachgewiesen werden. Bei der St. Magdalena-Kirche wurde ein Abschnitt seines nordwestlichen Doppelgrabens aufgedeckt. Im Bereich des Irkutsk-Platzes kamen Steingebäude und eine 10 bis 20 Zentimeter dicke Schicht aus zerschlagenen Ziegeln zum Vorschein, die hier in der zweiten Bauphase des Kastells einplaniert wurden. Zur Innenbebauung des Steinlagers I gehörte vermutlich auch eine 40 bis 60 Zentimeter breite Mauer, die im Bereich des spätantiken Restkastells beobachtet werden konnte. Die Breite dieses vom 2. bis ins 3. Jahrhundert n. Chr. existierenden Lagers konnte nur grob geschätzt werden (133 bis 166 Meter).
Zwischen 1982 und 1984 wurden in der Gasse Ulica Pohranicnikov bei Baggerarbeiten zwei nach Nordost-Südwest orientierte Gräben (Breite: 6–7 Meter, Tiefe: 2,5 Meter, Abstand: 4,5–5 Meter) angeschnitten. Vom Holz-Erde-Lager am Kanalufer waren sie ca. 300 Meter entfernt. Eine Münze des Mark Aurel lässt ihre Planierung für die Zeit nach dem Ende der Markomannenkriege vermuten. Magda Pichlerova zählt sie zu einem Verteidigungswall des westlichen Vicus, Vladimir Varsik sieht sie jedoch als Teil einer militärischen Anlage an.

### Steinperiode II
Im Unterschied zur früh- und mittelkaiserzeitlichen Anlage, die stark neuzeitlich überbaut ist, konnte die Innenbebauung des spätantiken Kastells relativ gut untersucht werden. Wie aus den Untersuchungen der Wehrmauer hervorgeht, wurde das Kastell zu dieser Zeit flächenmäßig deutlich reduziert und dabei wahrscheinlich auch komplett umgestaltet. Überreste der Umwehrung entdeckte man unter dem Pfarrspeicher südlich des Museumsareals. Da die spätantiken Schichten durch mittelalterliche und neuzeitliche Eingriffe fast vollkommen zerstört wurden, kann nur eine in einem Mauerversturz entdeckte Münze des Aurelian (270–275) für eine vage Datierung des möglichen Beginns des Umbaus zum Steinlager II herangezogen werden. Es wird vermutet, dass sich beim Lager eine Furt und vermutlich auch ein Schiffsanlegeplatz befand, beide konnten aber bisher nicht lokalisiert worden.

### Burgus

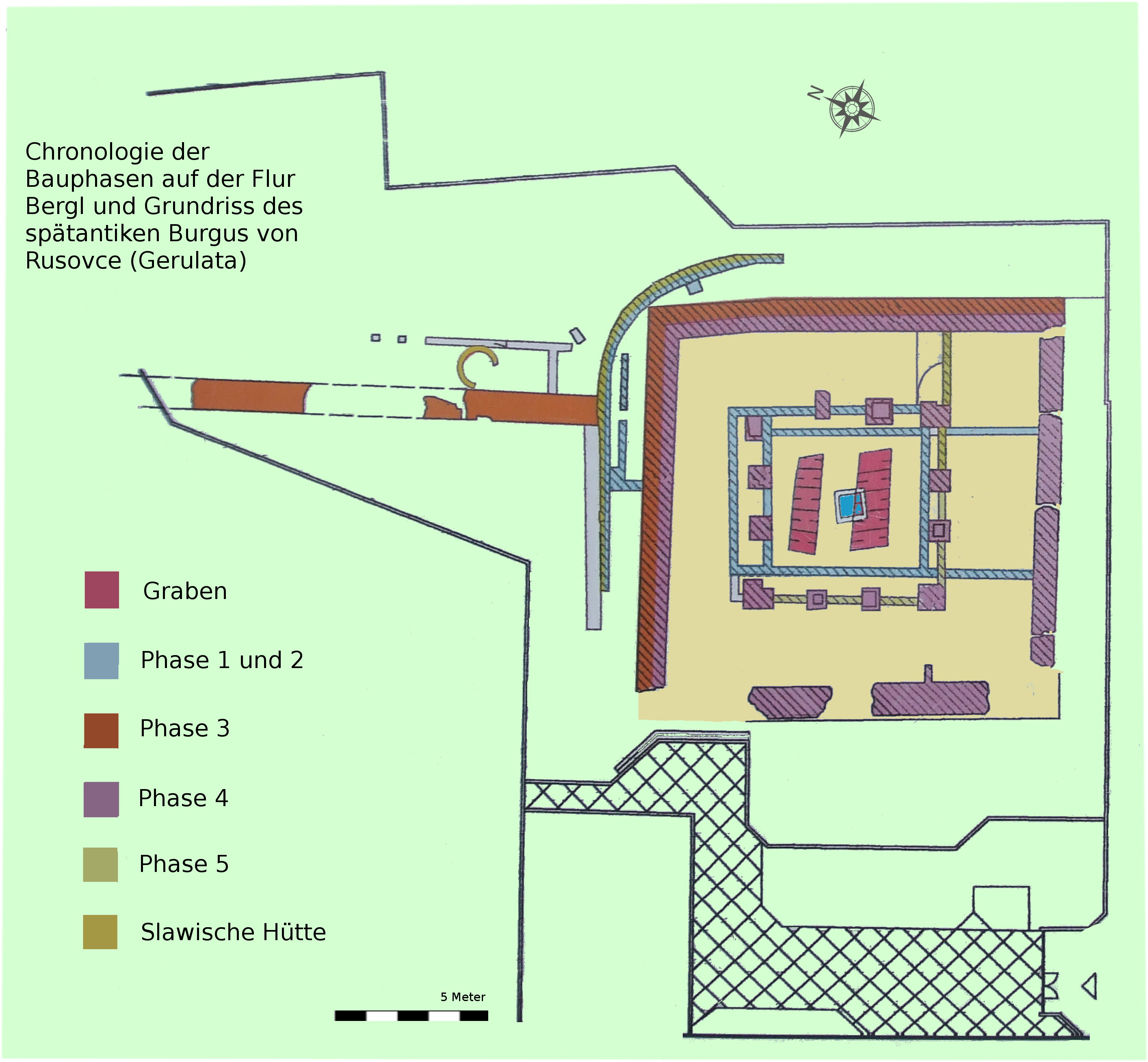
Chronologie der Bauphasen auf der Flur Bergl und Grundriss des spätantiken Burgus

Das am besten erhalten gebliebene Bauwerk des Steinlagers II ist der massive, quadratische Burgus. Dieses turmartige Restkastell wurde, wie oft am Donaulimes zu beobachten, als Reaktion auf die großangelegten Truppenabzüge im 4. Jahrhundert in eine Ecke des Kastells eingebaut.
Es hatte ein Ausmaß von 30 × 29 Metern; zwölf um einen Lichthof (12 × 12,40 Meter) gruppierte Pfeiler trugen die Dachkonstruktion. Ihre Grundfesten reichten bis in eine Tiefe von drei bis vier Metern, bis zu 2,40 Meter dicke Mauern aus Gussmauerwerk umschlossen die Anlage. Man nimmt deshalb an, dass dieser Burgus bis zu drei Stockwerke hoch war. Das Erdgeschoss war nach innen hin offen gehalten worden, man bewohnte vermutlich nur die oberen Etagen. In der Mitte des Innenhofes befand sich zusätzlich auch noch ein in Stein gefasster etwa acht Meter tiefer Brunnen. In den Pfeilern und Umfassungsmauern des Restkastells waren auch zweitverwendete Spolien aus der ersten Bauphase des Steinkastells (Grabstelen, Weihealtäre, Reliefs) eingebaut, die im Lapidarium des Museums zu besichtigen sind. Einige von ihnen waren auch in der Brunneneinfassung verbaut. Im Burgus konnte auch die letzte Baumaßnahme der Römer in Rusovce nachgewiesen werden: Im Südwestflügel wurden die Öffnungen zwischen den Pfeilern zugemauert und dahinter ein Getreidelager angelegt.
Nach Ansicht der Ausgräber ist das Gebäude von seiner Konstruktion her nicht einheitlich, da die südliche und westliche Umfassungsmauer bei den Ecken nicht mit dem übrigen Bau verbunden sind. Der Burgus ist jedoch prinzipiell den nachvalentinianischen Festungstypen in Noricum und Pannonien sehr ähnlich. Charakteristisch für solche Anlagen war ihr Einbau in die linke Ecke des vorderen Lagerbereiches (Praetentura), was auch für Gerulata zuzutreffen scheint.

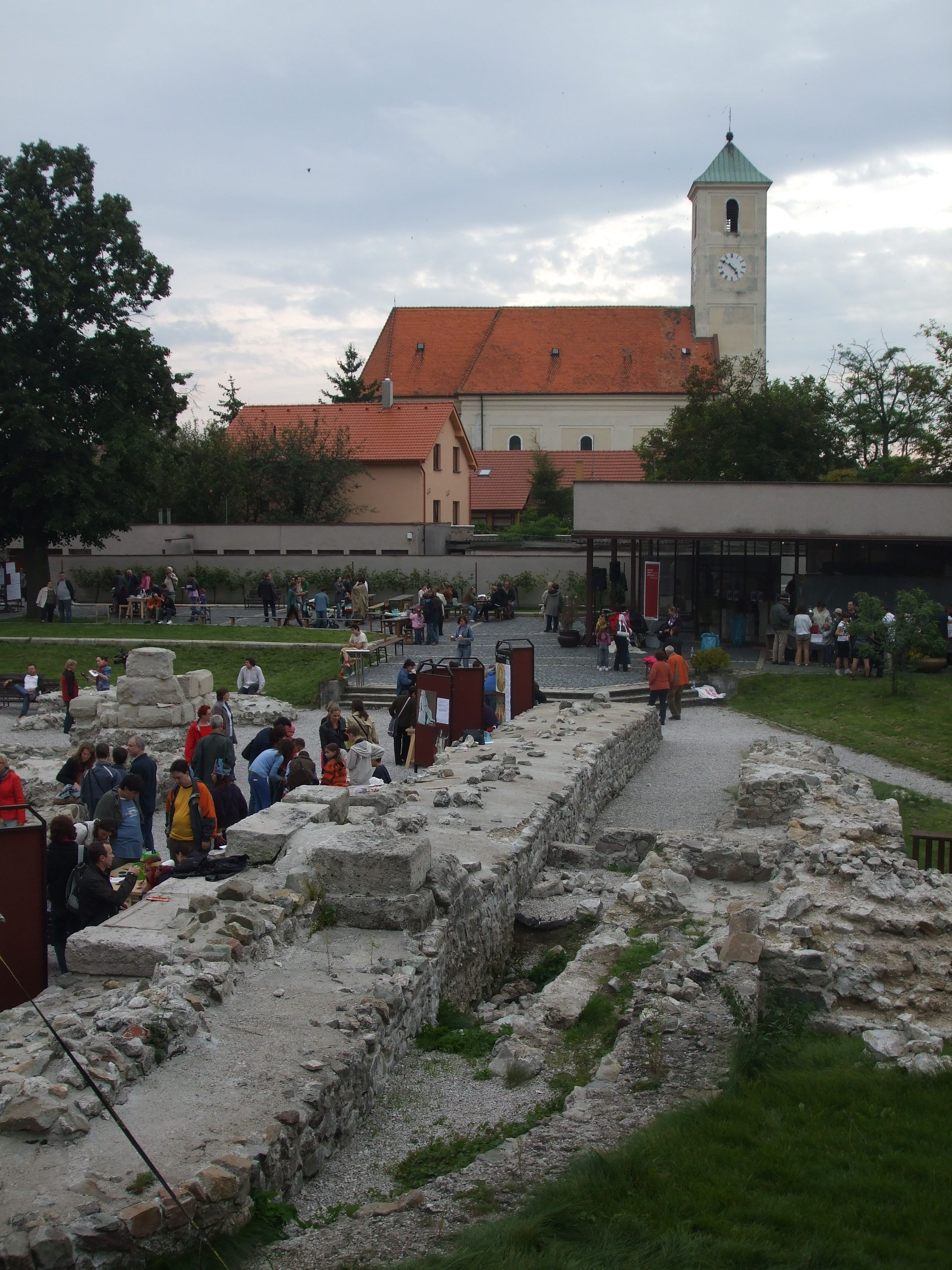
Mauerreste des spätantiken Kastells
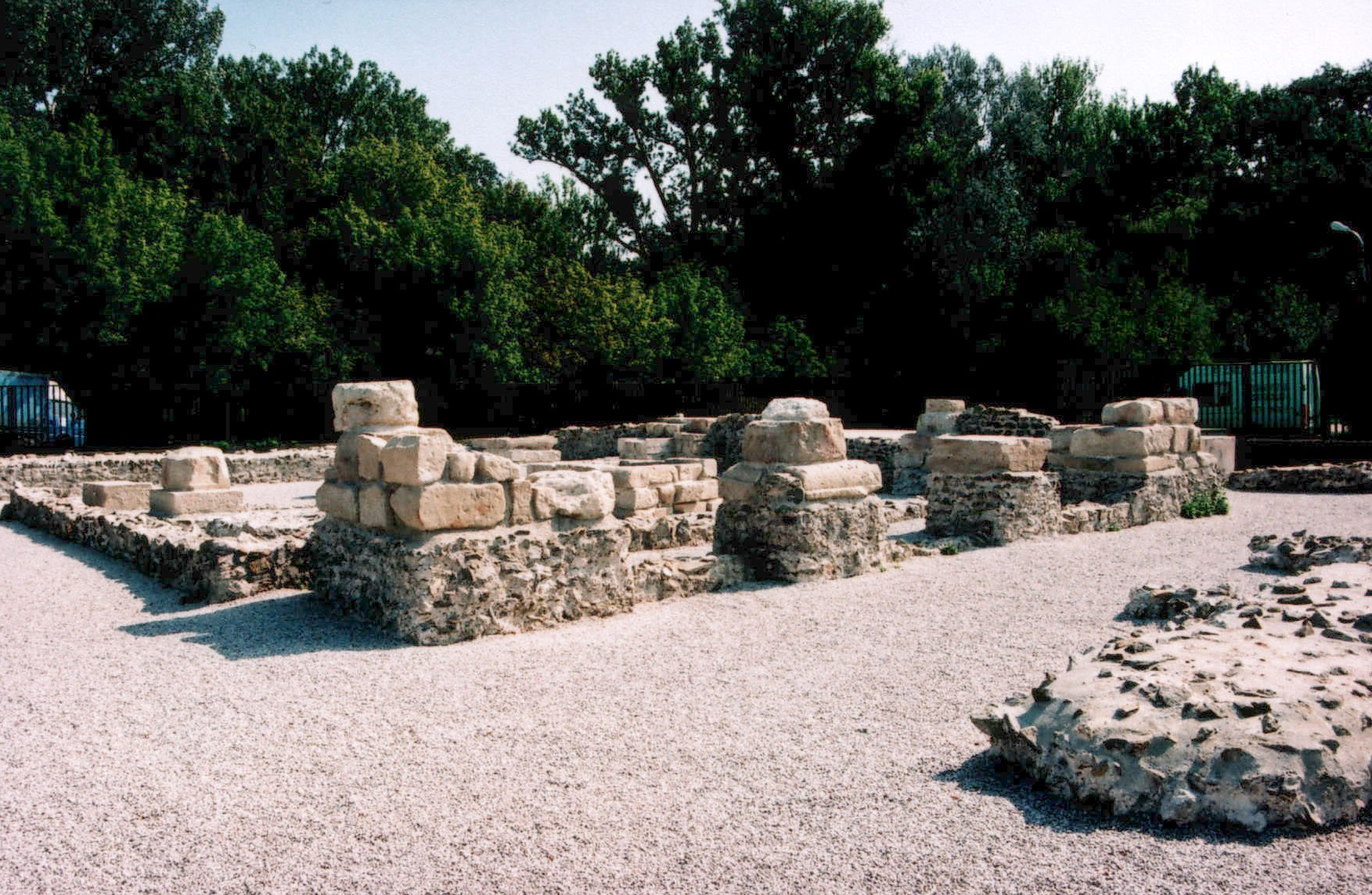
Konservierte Überreste des Burgus
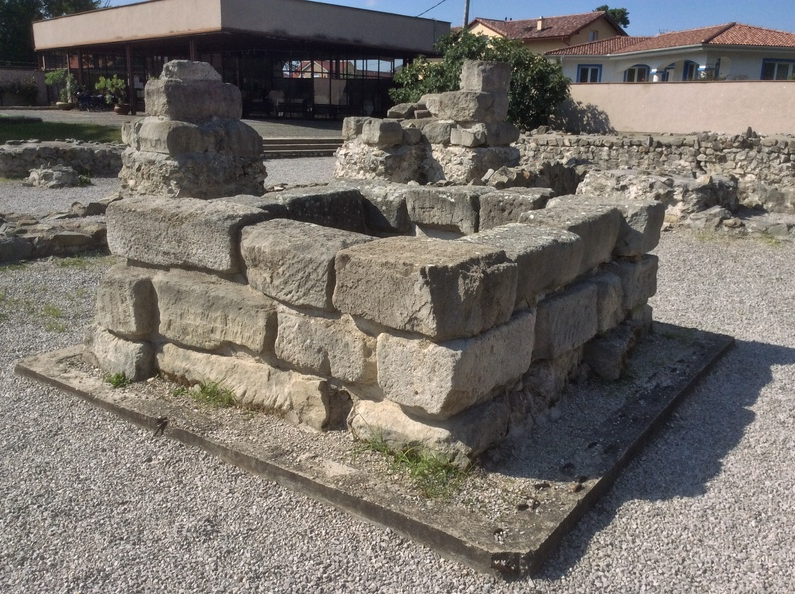
Brunneneinfassung im Innenhof des Burgus

## Garnison
Folgende Besatzungseinheiten sind für Gerulata bekannt:
| Zeitstellung                  | Truppenname                                                            | Bemerkung | Abbildung |
| ----------------------------- | ---------------------------------------------------------------------- | --- | --------- |
| 1. Jahrhundert n. Chr.        | Legio quartae decimae Gemina (die vierzehnte Zwillings-Legion)         | Aufgrund dort gefundener Ziegelstempel könnte in der Frühphase des Kastells eine Vexillation dieser in Carnuntum stationierten Legion kurzfristig die Kastellbesatzung gebildet haben. |           |
| 1. bis 2. Jahrhundert n. Chr. | Cohors quinta Callaecorum Lucensium (die fünfte Kohorte der Callaecer) | Im Jahre 1965 las ein Hobbyforscher im Bereich des Lagerareals ein Ziegelbruchstück mit dem Aufdruck „OHVLVC“ auf. Auf Militärdiplomen ist die Kohorte seit der Regierungszeit Neros in Pannonien belegt. Spätestens 133 n. Chr. war die Truppe im oberpannonischen Kastell Crumerum, etwas weiter östlich des Legionslagers Brigetio, stationiert. Die Archäologen Barnabás Lőrincz (1951–2012) und Zsolt Visy glaubten, dass die Einheit sogar schon seit 110 n. Chr. dort anwesend war. Wo sie sich vor diesem Zeitpunkt in Pannonien aufhielt, ist unbekannt. Nach Meinung des Archäologen Vladimir Varsik könnte ihr Standort in domitianisch-frühtrajanischer Zeit Gerulata gewesen sein. Der Althistoriker Karl Strobel ist der Ansicht, dass die Einheit sich auch das römische Bürgerrecht bei einem Einsatz in den Dakerkriegen verdient haben könnte, obwohl über einen Einsatz dieser Truppe bei diesen Feldzügen nichts bekannt ist. Nach Ansicht Varsiks ist der 1965 in Rusovce aufgefundene Ziegelstempel der Kohorte ein stichhaltiger Beweis für die Anwesenheit der Truppe in Gerulata, da bisher an keinem anderen Standort Ziegel dieser Kohorte entdeckt werden konnten. Man nimmt weiters an, dass die Truppe das frühe Holz-Erde Kastell erbaut hat. Varsiks Ansicht nach ist es wenig wahrscheinlich, dass die Einheit ihre Ziegel von einem anderen Lager aus geliefert hätte, da auch Lörincz der Meinung war, dass die Hilfstruppen in Pannonien nur für ihre unmittelbare Umgebung geziegelt hätten. |           |
| 1. bis 3. Jahrhundert n. Chr. | Ala prima Cannanefatium (das erste Reiterschwadron der Cannanefaten)   | Der Name der Einheit findet sich auf mehreren in Gerulata aufgefundenen Weihealtarinschriften. Eine in der Mauer des Burgus entdeckte Inschrift erwähnt einen Flavius Attius aus Trier, der sieben Jahre als Reiter in der Einheit gedient hatte, und lässt vermuten, dass – zumindest seit trajanischer Zeit – diese Reiter die Besatzung des Kastells bildeten. Sie wurde (nach deren Unterwerfung durch Tiberius) aus dem niedergermanischen Stamm der Cananefates rekrutiert. 28 n. Chr. nahm sie an einem Feldzug gegen die Friesen teil. Nach ihrem Einsatz im niedergermanischen Heer wurde die Einheit nach Lopodunum, in die Germania superior, abkommandiert. Die Mindestdauer des Aufenthalts in Lopodunum lässt sich durch Militärdiplome aus den Jahren 82 und 90 n. Chr. bestimmen, in denen die Ala als Truppe der Provinz Germania superior aufgeführt wird. Die Anwesenheit der Einheit im pannonischen Exercitus ist erstmals durch ein Diplom aus dem Jahre 116 bekannt. In Rusovce ist die Reitertruppe (mit einer eventuellen Unterbrechung aufgrund eines Feldzuges in der afrikanischen Mauretania Caeseriensis Mitte des 2. Jahrhunderts) dann durch Diplome und Inschriften bis in die 240er Jahre nachgewiesen. Laut einer Theorie von Ernst Stein könnte die Ala auch nach dem Ende der Dakerkriege Trajans um 106 n. Chr. von Lopodunum nach Gerulata versetzt worden sein. |           |
| ab 4. Jahrhundert n. Chr.     | Equites Sagittarii (berittene Bogenschützen)                           | Diese Einheit ist in der Truppenliste des norischen und pannonischen Dux in der Notitia dignitatum für „Gerolate“ als Besatzungstruppe angegeben. |           |

## Vicus

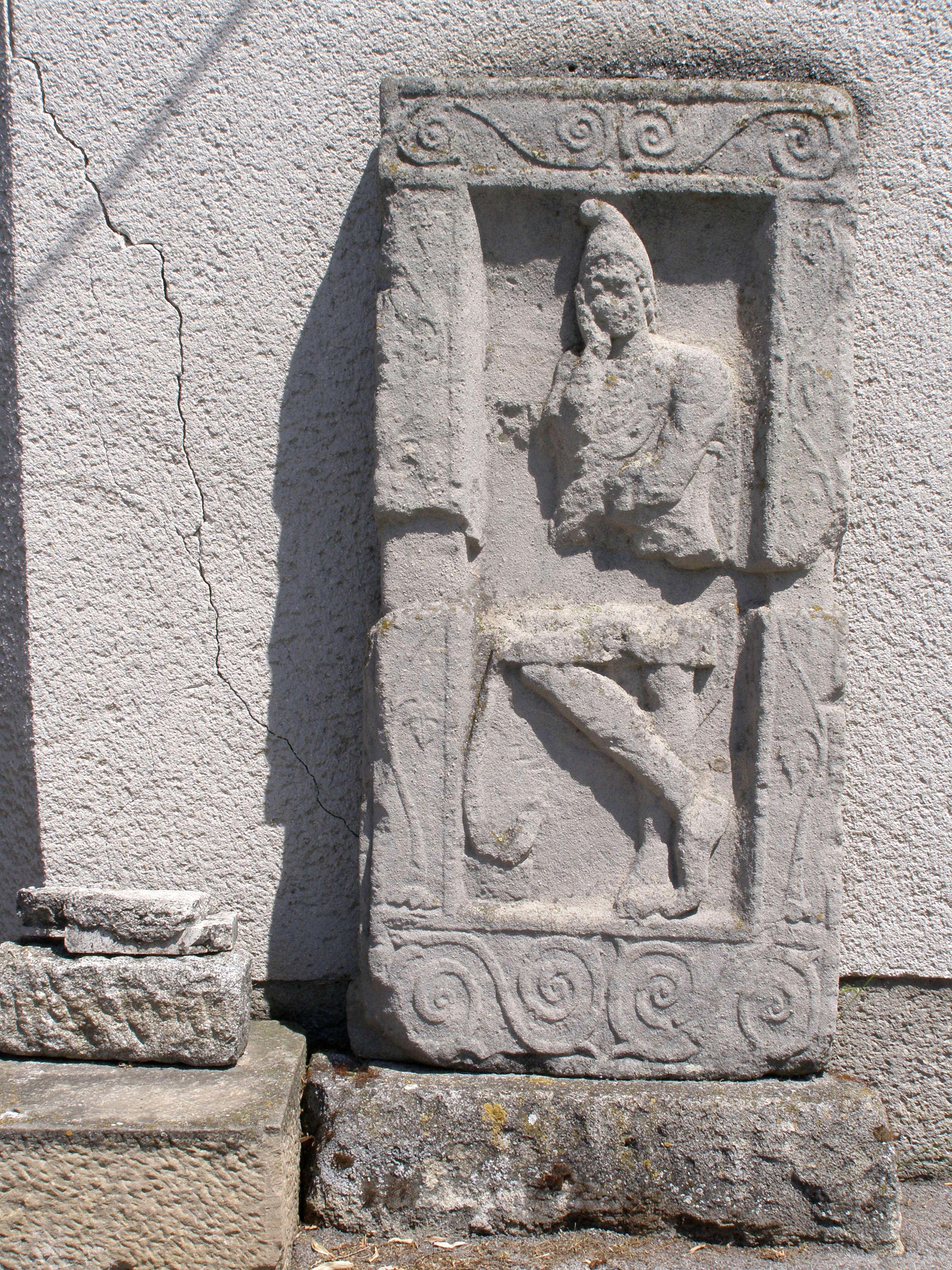
Cautopatesrelief am Eingang des Museums

Über die genaue Lage und die Ausmaße der Zivilsiedlung von Gerulata ist nur wenig bekannt. Sie erstreckte sich wohl nordwestlich und südwestlich des Lagers. Die nur kleinflächigen Rettungsgrabungen erlaubten keine Bestimmungen geschlossener Grundrisse.
Der westliche Teil des Vicus erstreckte sich auf einer kleinen Anhöhe, der östliche Teil geht in eine seichte Mulde über. Hier, unweit des Gräberfeldes II, konnten auch Kalk- und Ziegelbrennöfen freigelegt werden. Die Nord- und Westseite der Siedlung waren von einem Seitenarm der Donau umschlossen. Der älteste Teil der Siedlung bestand ursprünglich aus simplen Grubenhütten oder Gebäuden mit Wänden aus Lehmziegeln wie sie in der Madarska-Straße festgestellt werden konnten. In der Pohranicnikov-Straße wurden Siedlungsreste aus flavischer Zeit beobachtet. 1998 durchgeführte Notgrabungen bestätigten, dass der Vicus bis zur Balkanska-Straße reichte. Die größte Fläche nahm wohl der Vicus vor dem westlichen Tor des Kastells ein, wo auch die Werkstätten und mehrere Kulturschichten ergraben und untersucht werden konnten. Das Zentrum mit den repräsentativsten Gebäuden erstreckte sich nördlich des Lagers. Der Vicus breitete sich dort entlang der Ausfallstraße aus und war anhand von zahlreichen Steinfundamenten gut zu dokumentieren. Unter diesen ragt besonders ein sorgfältig ausgeführtes Gebäude mit Bodenheizung (Hypokaustum) hervor. Der Steinbau weist auch zumindest eine Umbauphase auf. Nach ihrer Zerstörung entstanden hier im späten 4. Jahrhundert einfache Holzhütten.
Eine weitere römerzeitliche Siedlung konnte ca. 2,5 Kilometer südwestlich vom Lager nachgewiesen werden, eine Villa rustica lag ca. drei Kilometer südlich vom Lager. Sie setzt sich aus bis zu sechs Gebäuden zusammen und stammt aus der Zeit der Severer. Aufgrund der dort freigelegten Gebäudereste, in die Erde eingetiefte Wohnhütten in Pfahlkonstruktion und mit Satteldach, nimmt man an, dass dort im 2. Jahrhundert noch größtenteils eine indigene, weitgehend keltisch geprägte Bevölkerung gelebt hat. Im 3. Jahrhundert wurde das Siedlungsareal durch Anlage von rechteckigen Rinnen in Parzellen abgeteilt. Zusätzlich wurden auch zwei Gebäude mit Steinfundamenten errichtet.

## Gräberfelder

Römische Zwiebelknopffibeln aus dem Gräberfeld von Rusovce

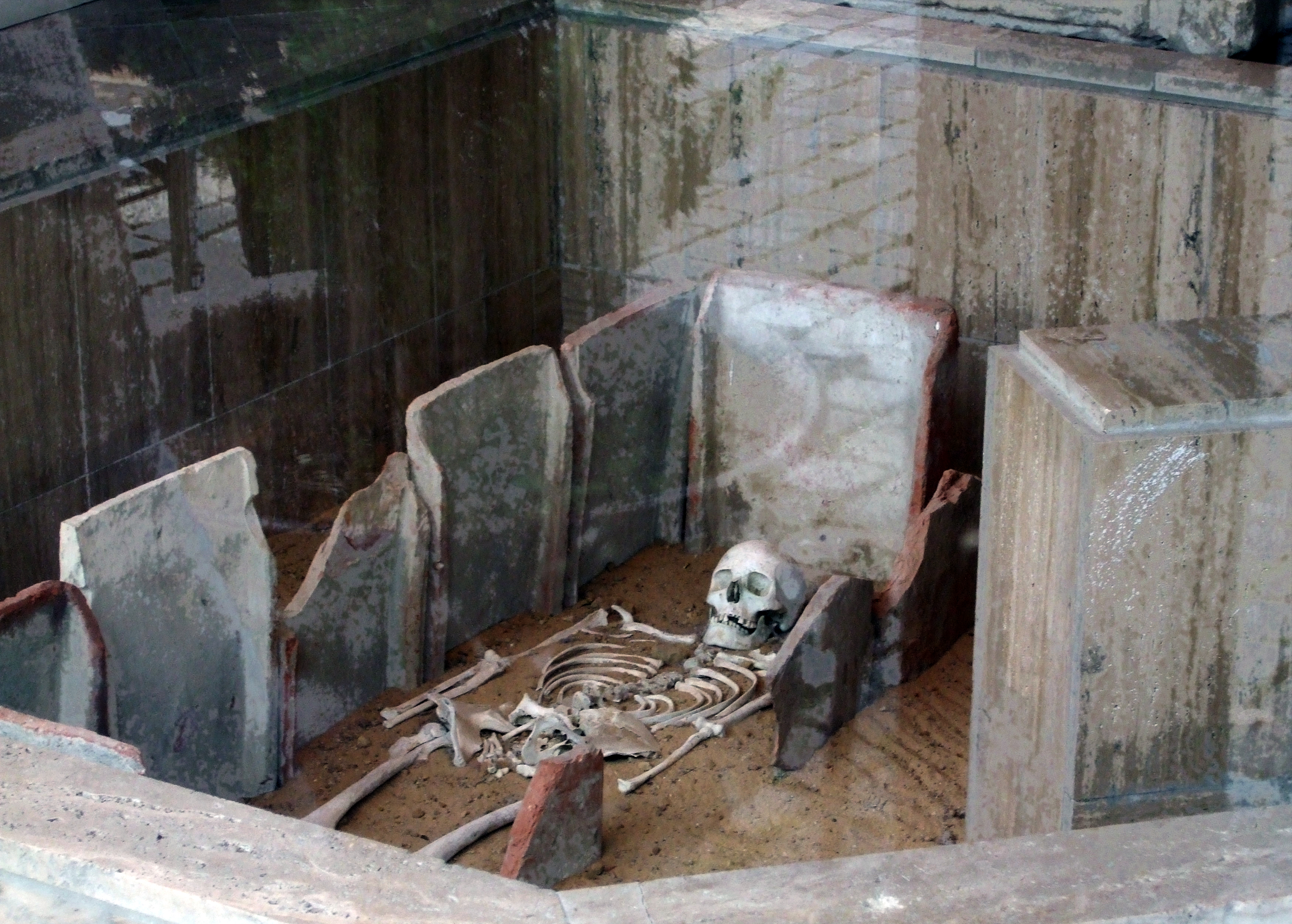
Antikes Ziegelplattengrab im Museum Rusovce

Die antiken Friedhöfe Gerulatas wurden sowohl vom Militär als auch von der Zivilbevölkerung benutzt. Sie umgaben die besiedelte Fläche in einem Bogen von Nordwesten nach Westen. Die Funde ließen einige Rückschlüsse auf die materielle Kultur, Bestattungsweisen und religiöse Vorstellungen der hier ansässigen Bevölkerung zu. In den beiden ersten Jahrhunderten fungierte das Kastell wohl auch als regionales Handelszentrum. Insgesamt wurden über 300 Gräber aufgedeckt. Nach den bisherigen Forschungen nach zu urteilen handelt es sich um insgesamt fünf größere Gräberfelder, die um das Lager lokalisiert werden konnten:
- Feld Ia/Ib (auf dem Schulgelände), 2. bis 4. Jahrhundert, enthält hauptsächlich birituelle Bestattungen,
- Feld II (Ortsfriedhof), birituelle Nekropole, 1. bis 2. Jahrhundert, für die Bewohner des Holz-Erde-Kastells und der zugehörigen Canabae,
- Feld III, (Umgebung St. Veit-Kirche), 4. Jahrhundert, vielleicht Bestandteil von II und möglicherweise entlang des Hauptstranges der Limesstraße angelegt,
- Feld IV (Umgebung St. Veit Kirche) und
- Feld V (am Bahnhof).

Aus der Frühzeit liegen vor allem birituale Bestattungen vor, in der Spätantike überwiegten die Körperbestattungen. Weiters konnten Brandgräber (ustrina- und bustum-Bestattungen) nachgewiesen werden. An Grabanlagen fand man einfache Gruben sowie Ziegelplattengräber vor. Funde von Stelen und Fragmente von Grabsteinen lassen aber auch noch aufwendigere Bestattungen annehmen. Die ältesten Gräber in Gerulata konnten im Feld II am Friedhof nachgewiesen werden (Münzfunde: Galba, Vespasian, Titus und Domitian). Die Belegung der Felder I und V fällt in trajanische Zeit.
Die Grabstätten beim heutigen Friedhof, westlich des Lagers (II), und die Gräber südlich des Lagers (V) stammen aus der Holz-Erde-Periode und der Steinperiode I des Kastells. Im spätantiken Gerulata wurden die Gräberfelder bei der Schule (Ib), südwestlich vom Kastell (III) und in der Umgebung der St. Veit-Kirche (IV) angelegt. Zu den neuesten Erkenntnissen gehört dort der Fund eines Skelettgrabes nordwestlich des Kastells. Diese Grabstätte liegt wahrscheinlich auch an der Grenze zum ältesten Siedlungsteil des Vicus.

## Funde

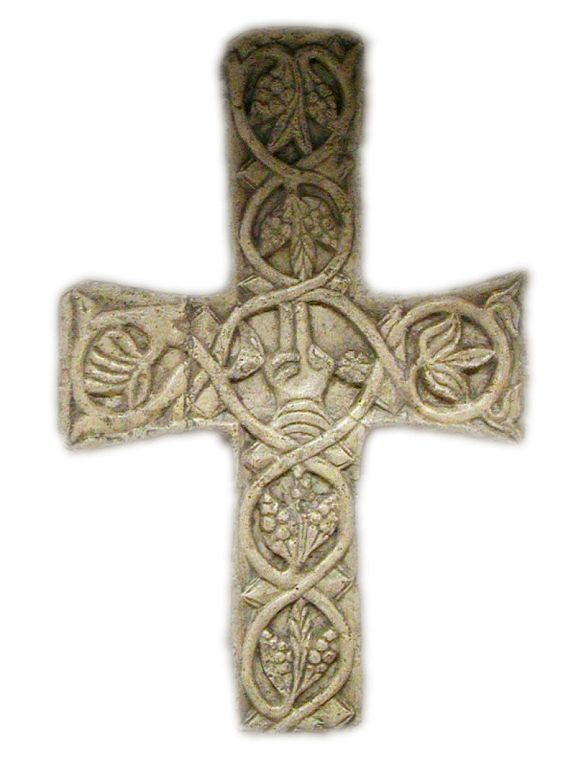
Frühchristliches Kreuz aus Rusovce

Mit den Soldaten kamen in flavischer Zeit offensichtlich auch Kolonisten aus allen Teilen des Reiches nach Gerulata. Die Funde weisen keinerlei Verbindung zwischen den Neuankömmlingen und der keltischen Stammbevölkerung auf. Das nahe Carnuntum und die hier vorbeiführenden Fernstraßen brachten auch einem bescheidenen Wohlstand mit sich. Die Handelsverbindungen mit dem Süden des Reiches sind durch Importwaren belegt. Es handelte sich im Wesentlichen um Bronzegefäße, Bernsteinamulette, ein Goldamulett mit der Darstellung der Victoria, ein Eisengefäß mit Bronzefuß, einen Spiegelrahmen mit der Darstellung der Dioskuren, einen Becher mit Facettenschliff, Gewandfibeln, Firmalampen sowie eine Ölamphore mit Inschrift und Maßzeichen. Auf einer relativ kleinen Fläche fand sich auch eine große Menge an Terra-Sigillata-Scherben aus der Zeit Domitians, die aus La Graufesenque, zum Teil auch aus ost- und mittelgallischen Töpfereien sowie aus Rheinzabern und Rätien stammen. Das Fragment eines marmornen Füllhornfragmentes wurde in Norditalien erzeugt; wahrscheinlich war es Bestandteil einer überlebensgroßen Marmorstatue, die eine Fortuna darstellte.
Eines der in Rusovce aufgefundenen Spolienreliefs zeigt einen Reiter mit Lanze und Schmiedewerkzeugen, ein anderes einen Adler mit Rosette zwischen zwei Füllhörnern. An Militaria wurden ein reich dekorierter Paradehelm (1. bis 2. Jahrhundert n. Chr.), Lanzenspitzen, Ringdolche, Gürtelbeschläge und -amulette und der Kopf einer versilberten Statuette geborgen. Im Süden des Lagers stieß man beim Gräberfeld II auf einige Pferdeskelette und eine einzelne Körperbestattung. Das Grab enthielt eine bronzene sowie eine eiserne Kniefibel, eine Pinzette sowie Schuhnägel. Das Grab war in eine Schicht Ziegelabfall eingelassen, vermutlich befand sich hier einst eine privat betriebene Ziegelei aus der ersten Bauphase des Kastells. In unmittelbarer Nähe wurden auch ein Kalkbrennofen und ein Glasofen entdeckt.

## Limesverlauf von Kastell Gerulata bis Kastell Ad Flexum
| Name/Ort                                   | Beschreibung/Zustand |  |
| Burgus Gerulata 1 (Rajka)                  | Archäologisch nicht nachgewiesen, außer Terra Sigillata wurden hier auch Ziegelstempel der Legio XIIII Gemina gefunden, die auf einen römischen Wachturm hindeuten. I. Kováts vermutet ihn unter dem Turm der Pfarrkirche. |  |
| Burgus Gerulata 2                          | Archäologisch nicht nachgewiesen, auf einer Anhöhe wurden Ziegel, Bausteine, Lehmbewurfstücke und römerzeitliche Keramikscherben gefunden. Kováts vermutet den römischen Wachturm bei der Pfarrkirche von Bezenye. |  |
| Burgus Gerulata 3                          | Südlich von Bezenye fand Sőtér auf einer kleinen Anhöhe im 19. Jahrhundert römische Dachziegel und Keramikscherben. An derselben Stelle beobachtete der Archäologe István Paulovics (1892–1952) später römische Mauerzüge. |  |
| Burgus Gerulata 4 (Bezenye-Flur Büsdöskut) | Bei Bezenye breitet sich südwestlich eine Ebene aus, die von einigen Wasserläufen durchzogen ist. Hier, rund 200 Meter von der Straße Carnuntum – Ad Flexum entfernt, stieß der Archäologe Rezsõ Pusztai (1926–2004) auf die Überreste von massiven antiken Mauern. 1961 wurden sie teilweise freigelegt. Es handelte sich um einen Bau, der 6,95 × 7,20 Meter im Quadrat maß, die Breite der Mauern betrug 1,45 bis 1,75 Meter. Das aufgehende Mauerwerk ragte teilweise noch drei Meter auf. Der Eingang des Turmes lag im Osten; seine Breite betrug 2,30 Meter. Die Ostecke des Turmes wurde nicht ergraben. Auch die exakte Tiefe der Fundamente konnte nicht ermittelt werden. Man weiß nur, dass sie auf einer Schicht Flussgeröll auflagen. Ob der Turm auch von einem Graben umgeben war, ist nicht bekannt, da das umliegende Areal nicht untersucht worden ist. Die wichtigsten Funde umfassen Ziegelstempel der Legio X Gemina. Stempel desselben Typs wurden auch in Vindobona gefunden und stammten aus dem 2. Jahrhundert n. Chr. Vermutlich wurde auch der Turm zu Beginn der Regierungszeit des Hadrian von dieser Legion erbaut und erfüllte die Funktion eines Signalturmes. Die Befunde im Inneren des Turmes (verkohltes Holz, Dachziegelfragmente und Mörtelbruch) lassen vermuten, dass er einem Feuer zum Opfer fiel. |  |

## Denkmalschutz
Das Kastell- und Vicusareal sowie die Gräberfelder sind geschützte Objekte im Sinne des 2001 verabschiedeten Denkmalschutzgesetzes der Slowakei, unautorisierte Grabungen sind verboten, Bodenfunde sind zu melden.